# Psihopomp

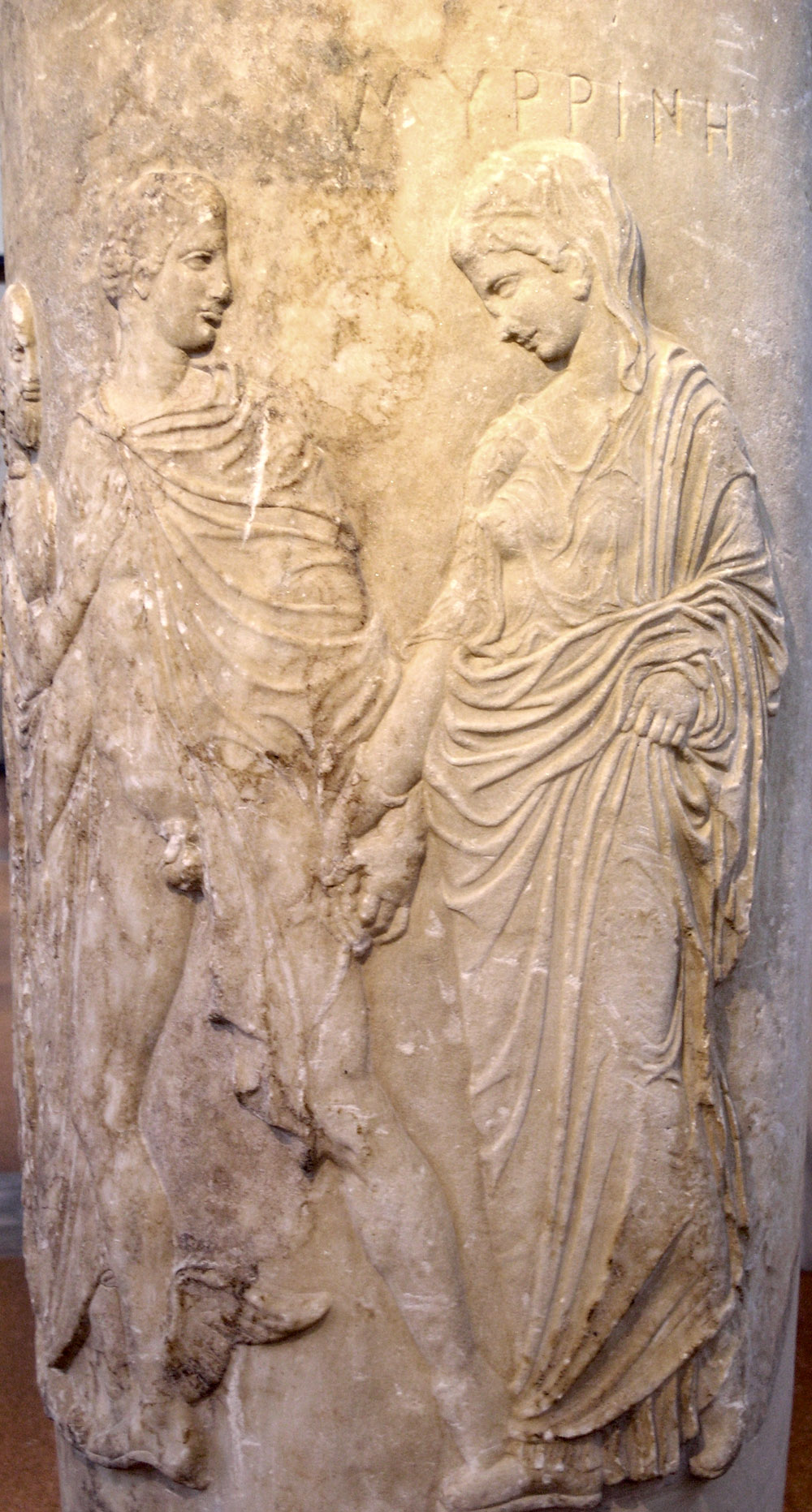
Relief de pe un lekytos funerar sculptat din Atena: Hermes ca psihopomp o conduce pe tânăra decedată, Myrrhine, către Hades, cca. 430 - 420 î.Hr. (Muzeul Național de Arheologie din Atena).

Psychopomp sau psihopomp (din cuvântul grecesc ψυχοπομπός - psychopompos, cu sensul de ghid al sufletului) este în multe religii o creatură, o ființă, un spirit, un înger sau un zeu, responsabil pentru însoțirea sufletelor morților în lumea de dincolo. În mitologia greacă, zeul Hermes însoțea sufletele morților în Hades. Are rol de ghidare și nu de provocare a decesului, ajutând la trecerea sufletului în condiții de siguranță. Este adesea descris pe diferite accesorii funerare și în momente diferite ale diferitelor culturi, fiind prezentat uneori ca animale: cai, caprimulgi, ciori, câini, bufnițe, vrăbii și căprioare.
În psihologie, potrivit lui Carl Jung, sunt intermediari între tărâmurile conștiente și cele inconștiente. Apar simbolic în vise sub forma unui om înțelept sau o femeie, și, uneori, ca un animal. În multe culturi, șamanul acționează ca un psihopomp. Uneori se consideră că oferă sprijin nu numai sufletelor celor morți, ci dimpotrivă, ajută la nașterea, a introducerii  sufletului nou-născutului în lume.

## Listă de ființe psihopomp

### Creștinism
- Îngeri
- Arhanghelul Mihail
- Sfântul Petru

### Mitologie americană

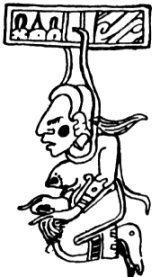
Ixtab, zeița maiașă din Yucatec a sinuciderii (potrivit lui Diego de Landa)

- Xolotl (Mitologia aztecă)
- Muut (Mitologia Cahuilla)
- Anguta (Mitologia inuită)
- Pinga (Mitologia inuită)
- Ixtab (Mitologia maiașă)
- Grim Reaper (SUA)

### Mitologie europeană
- Moarte (personificare)
- Wōden (mitologia anglo-saxonă)
- Santa Compaña (Spania)
- Lupul (Mitologia românească etc)[3]

### Mitologie egipteană
- Anubis
- Hor
- Neith

### Mitologie greacă
- Hecate
- Hermes
- Morpheus
- Thanatos
- Charon

### Hinduism
- Agni
- Pusan

### Islam
- Azrael

### Mitologie japoneză
- Emma
- Shinigami

### Iudaism

Azrael (Malak al-Maut sau Izrail) îngerul morții în iudaism și islam

- Azrael
- Abraham
- Gabriel (arhanghel)
- Lailah
- Sandalphon

### Mitologie mesopotamiană

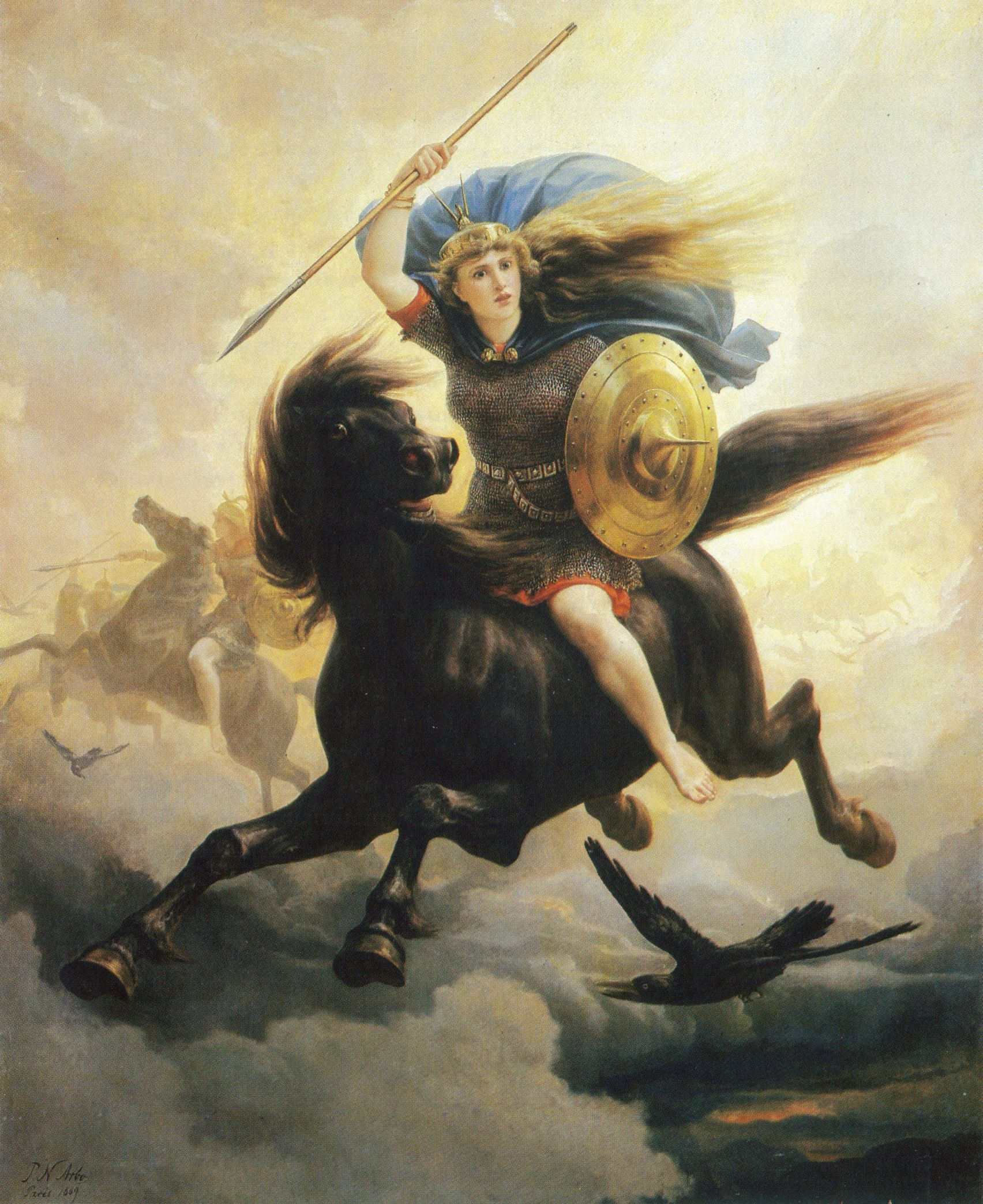
Walkirie, imagine de Peter Nicolai Arbo, 1869

- Namtar

### Mitologie scandinavă
- Baldur
- Una
- Walkirie

### Mitologie persană
- Mithra
- Sraoșa

### Mitologie romană
- Mercur

### Mitologie slavă
- Veles (zeu)

### Zoroastrism
- Daena
- Vohu Mano